# Szymon (źródło)

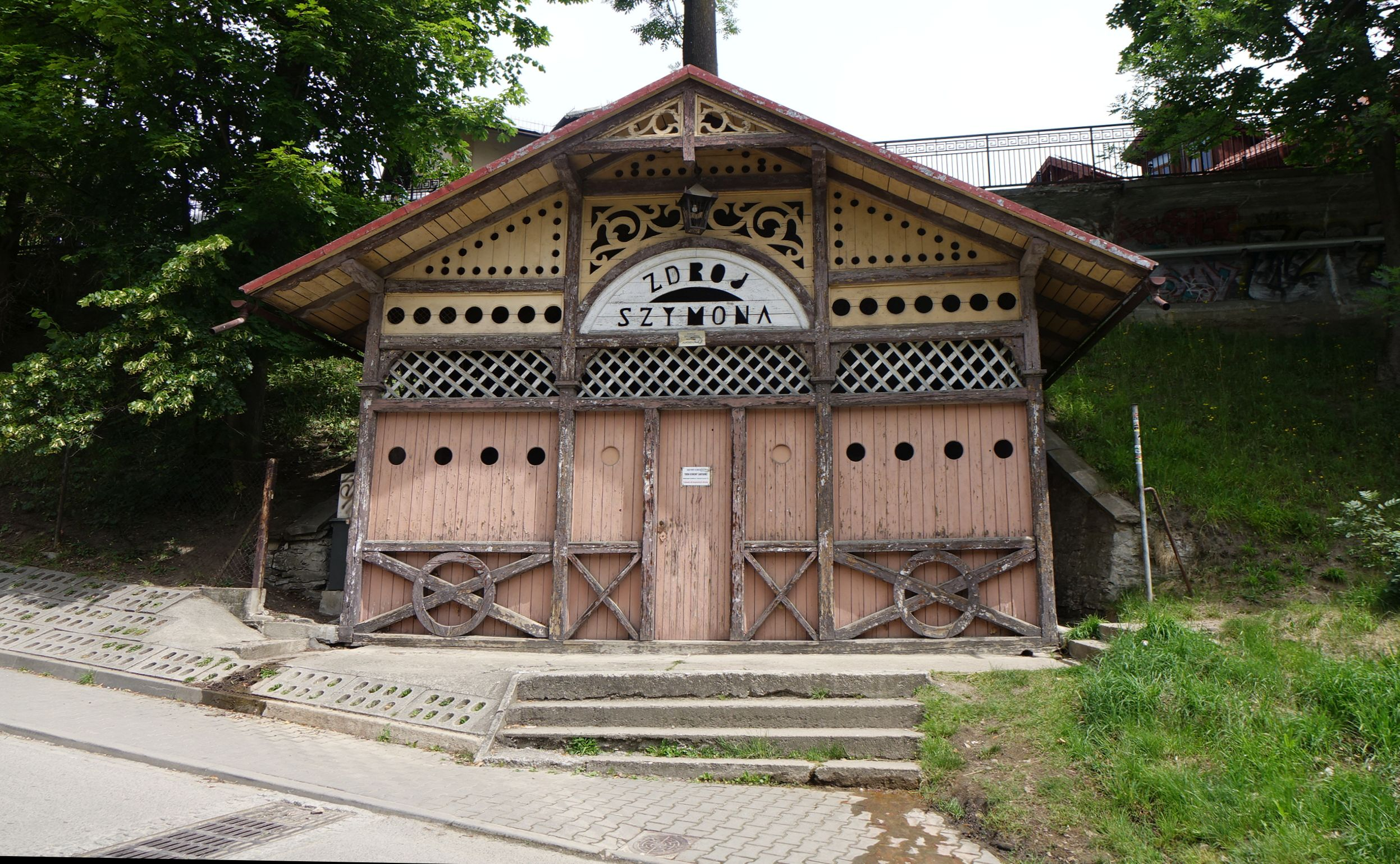
Azurowa obudowa źródła

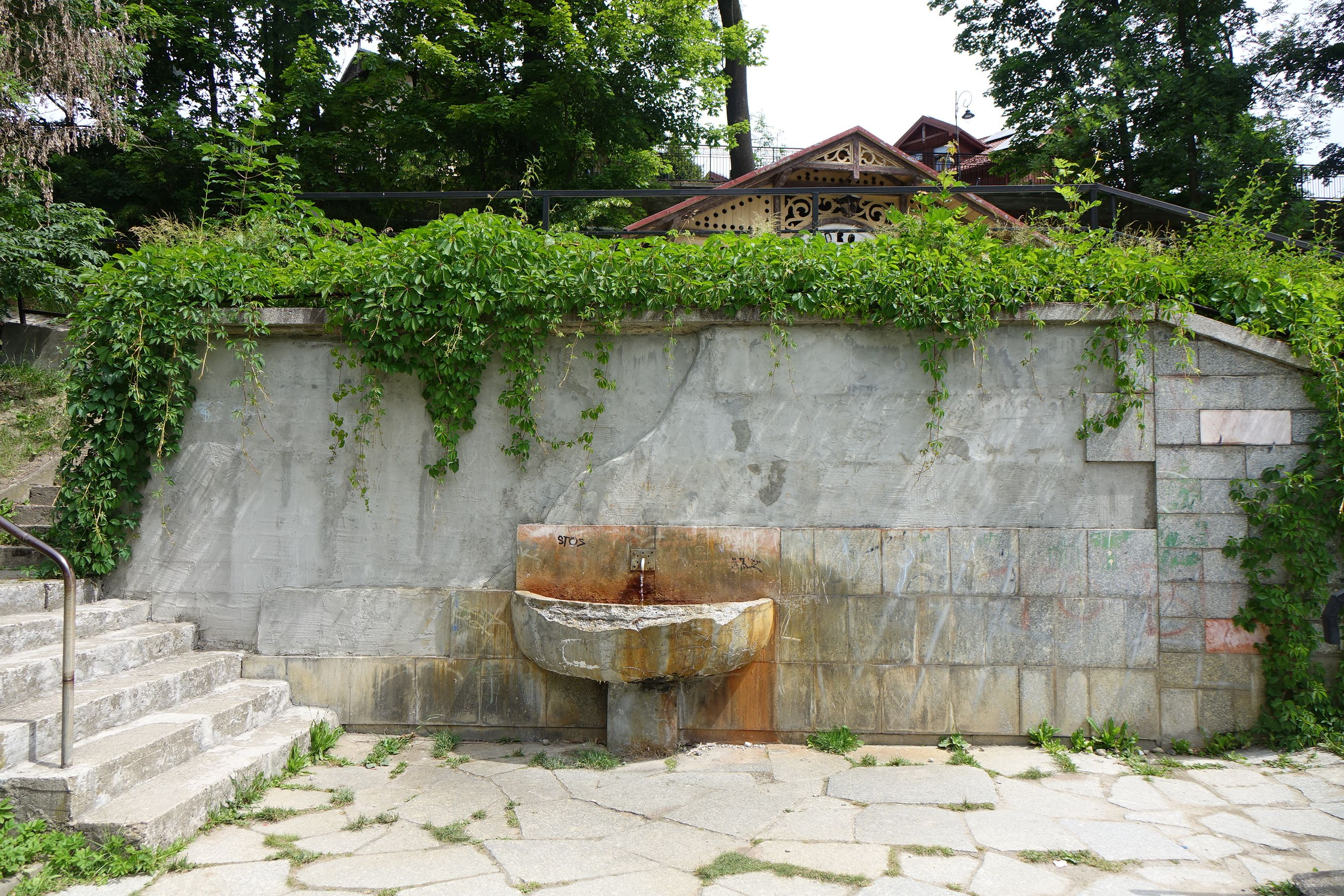
Punkt czerpalny wody

Szymon – źródło wody mineralnej w mieście Szczawnica w województwie małopolskim, w powiecie nowosądeckim. Znajduje się przy parkingu przy dolnej stacji kolei krzesełkowej na Palenicę.
Jest to najstarsze ujęcie wody mineralnej w Szczawnicy. Nazwę „Szymon” ma od 1840 r. Dawniej nazywane było „Starym Źródłem”, potem „Dolnym Źródłem”, a także „Pod pagórkiem”. Józef Dietl pisał, że używanem było od niepamiętnych czasów przez lud wiejski do kąpieli. W dokumencie z 1811 r. można przeczytać, że jego woda miała więcej cząstek siarki niż żelaza, dlatego używana była tylko do kąpieli. Źródło wówczas ocembrowano, wskutek czego jego wypływ stał się znacznie mniejszy i wody wystarczyło na kąpiel tylko dla 10 kuracjuszy sanatorium szczawnickiego dziennie. W latach 1822–1823 grunt ze źródłem zakupił Jan Kutschera, potem stało się własnością rodziny Szalayów. Zagwarantowali oni dostęp do źródła miejscowej ludności. Około 1850 r. Józef Szalay wybudował przy nim nowe uzdrowisko, potem rozbudowane przez kolejnych dzierżawców. W 1910 r. z powodu złego stanu technicznego budynek rozebrano, zachowała się do dziś tylko stylowa, ażurowa obudowa źródła.
Woda ze źródła „Szymon” to szczawa wodorowęglanowo – chlorkowo – sodowo – wapienno – borowa. Jest ogólnie dostępna z punktu czerpalnego znajdującego się około 14 m od ażurowej obudowy źródła, również przy parkingu pod Palenicą. Jest jednym z wielu źródeł mineralnych, dzięki którym Szczawnica stała się uzdrowiskiem. Pozostałe to: Jan, Józef, Józefina, Pitoniakówka, Wanda, Stefan i Helena.

## Skład wody[2]
kation magnezowy Mg2+ – 22,6 mg/l
potasowy K+ – 13,9 mg/l
kation wapniowy Ca2+ – 147,9 mg/l
sodowy Na+ – 398,0 mg/l
litowy Li− – 0,4 mg/l
strontowy Sr2+ – 0,8 mg/l
żelazowy Fe2+ – 2,1 mg/l
kation amonowy NH4+ – 1,0 mg/l
anion wodorowęglanowy HCO3− – 1208,0 mg/l
anion siarczanowy SO2− – 27,2 mg/l
anion chlorkowy Cl− – 233,0 mg/l
anion bromkowy Br− – 1,1 mg/l
anion fluorkowy F− – 0,2 mg/l.